# Rue des Quenouilles
La rue des Quenouilles est une ancienne voie de l'ancien 4e arrondissement de Paris (actuel 1er arrondissement), en France. Elle fait partie depuis le XIXe siècle de la rue Bertin-Poirée.

## Situation et accès
La rue reliait la rue Saint-Germain-l'Auxerrois au quai de la Mégisserie.

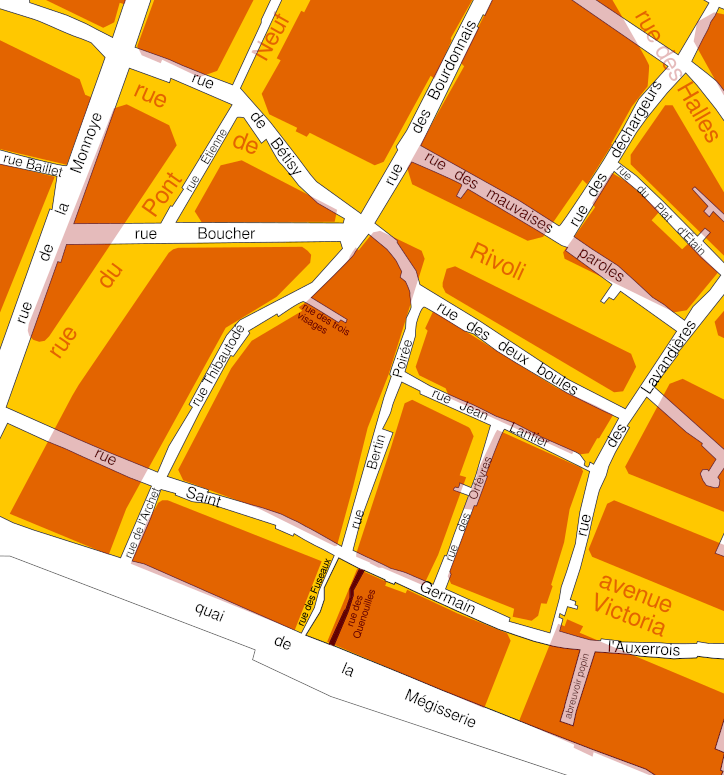
Plan de la rue des Quenouilles et de la voirie avoisinante à la fin du XVIIIe siècle avec, en superposition, le tracé des rues actuelles.

## Origine du nom
Elle doit son nom à une enseigne.

## Historique
La rue est ouverte en même temps que la rue des Fuseaux vers 1371 afin que les teinturiers et corroyeurs bénéficient d'un accès plus facile à la Seine afin de nettoyer les tissus et les cuirs. Les deux rues se trouvent en effet plus ou moins à équidistance de la rue de l'Arche-Marion (actuelle rue des Bourdonnais) à l'ouest et de la rue de l'Arche-Pépin à l'est.
La rue est tout d'abord nommée rue Simon-de-Lille au XIVe siècle du nom d'un riche teinturier qui avaient contribué à la réalisation de la nouvelle voie. Elle est nommée rue Jean-de-Lille, puis rue Sac-Épée au XVe siècle, ruelle des Trois-Quenouilles et rue de la Quenouille au XVIe siècle,.
Au début du XIXe siècle, la largeur de la rue n'était que de 1,40 m.
Les maisons du côté gauche de la rue des Quenouilles et du côté droit de la rue des Fuseaux sont démolies[Quand ?]. Le terrain vague entre ces deux rues est nommé place Bertin-Poirée en 1839. Un plan d'alignement amène la largeur de cette place à 13,80 m en 1845. Cette place est par la suite[Quand ?] rattachée à la rue Bertin-Poirée.

## Pour approfondir